# Gablingen
Gablingen est une commune allemande de Bavière située dans l'arrondissement d'Augsbourg et le district de Souabe.

## Géographie

Situation de Gablingen (en rouge) dans l'arrondissement d'Augsbourg

Gablingen est située sur la rive gauche de la Schmutter, affluent du Danube, à 12 -km au nord-ouest d'Augsbourg. La commune est composée des villages suivants : Gablingen, Gablingne-Siedlung, Holzhausen, Lützelburg et Muttershofen.
Gablingen est située à une dizaine de kilomètres au nord-ouest d’Augsbourg, à la lisière du parc naturel d’Augsbourg - Forêts occidentales. Dans la banlieue est, le Schmutter coule. À l'est de la municipalité se trouve l'aérodrome militaire de Gersthofen-Gablingen, sur lequel se trouvent le dispositif d'écoute Gablingen et la prison Augsburg-Gablingen.

## Histoire
La première mention écrite de Gablingen date de 1144. De 1527 à 1806, date à laquelle il a été intégré au royaume de Bavière, le village a appartenu aux Fugger qui y firent construire un château encore existant. En 1818, Galingen est érigé en commune.
De 1933 à 1945, Gablingen a été le siège d'un camp annexe du Camp de concentration de Dachau. Lors des réformes administratives des années 1970, la commune de Lützelburg et le village de Muttershofen ont été incorporés au territoire de Gablingen.

## Démographie
| 1840  | 1871  | 1900  | 1910  | 1925  | 1933  | 1939  | 1950  | 1961  |
| ----- | ----- | ----- | ----- | ----- | ----- | ----- | ----- | ----- |
| 1 076 | 1 145 | 1 204 | 1 318 | 1 667 | 1 784 | 2 388 | 2 520 | 2 790 |

| 1970  | 1987  | 2000  | 2005  | 2009  | - | - | - | - |
| ----- | ----- | ----- | ----- | ----- | - | - | - | - |
| 3 292 | 3 940 | 4 643 | 4 776 | 4 686 | - | - | - | - |